# L'Assassin
L'Assassin is een kort verhaal van Guy de Maupassant in 1887.

## Verhaal
Een voormalige bankbediende, die tegenwoordig advocaat is, besluit een ander bankbediende Jean-Nicolas Lougière te verdedigen nadat hij wordt aangeklaagd voor moord op zijn werkgever Charles Langlais door te bewijzen dat hij slachtoffer was van overspel door zijn vrouw en dat hij eigenlijk in een bui van passie zijn vrouw wilde vermoorden.